# أولاسن (بني عمران)
أولاسن هو دُوَّار يقع بجماعة إيونان، إقليم شفشاون، جهة طنجة تطوان الحسيمة في المملكة المغربية. ينتمي الدوّار لمشيخة بني عمران التي تضم 3 دواوير. يقدر عدد سكانه بـ 3164 نسمة حسب الإحصاء الرسمي للسكان والسكنى لسنة 2004.

## روابط خارجية
- البوابة الوطنية للجماعات الترابية
- المندوبية السامية للتخطيط